# Batalha de Aquia Creek
A Batalha de Aquia Creek foi uma troca de tiros de canhão entre canhoneiras da Marinha da União e baterias costeiras confederadas no rio Potomac, em sua confluência com Aquia Creek, no condado de Stafford, Virgínia. A batalha ocorreu de 29 de maio de 1861 a 1.º de junho de 1861, durante os primeiros dias da Guerra Civil Americana. Os confederados estabeleceram várias baterias costeiras para bloquear o movimento de navios militares e comerciais da União na Baía de Chesapeake e ao longo do baixo rio Potomac, bem como para fins defensivos. A bateria de Aquia também tinha como objetivo proteger o terminal ferroviário daquele local. As forças da União buscaram destruir ou remover essas baterias como parte do esforço para bloquear os portos costeiros dos Estados Confederados e da Baía de Chesapeake. A batalha foi taticamente inconclusiva. Cada lado infligiu poucos danos e nenhuma vítima grave ao outro. Os navios da União não conseguiram remover os confederados de suas posições, nem infligir graves baixas às suas guarnições ou graves danos às suas baterias. Os confederados que tripulavam as baterias não conseguiram infligir graves baixas aos marinheiros da União nem causar graves danos aos seus navios. Logo após a batalha, no domingo, 7 de julho de 1861, os confederados utilizaram pela primeira vez minas navais, sem sucesso, ao largo das baterias Aquia Landing. Os confederados finalmente abandonaram as baterias em 9 de março de 1862, enquanto moviam forças para enfrentar a ameaça criada pela Campanha da Península do Exército da União. O Serviço Nacional de Parques dos EUA inclui este conflito na sua lista das 384 principais batalhas da Guerra Civil Americana.

## Antecedentes
Embora previsse um referendo em 23 de maio de 1861, a Convenção do estado da Virgínia votou e efetivamente realizou a secessão do estado da União em 17 de abril de 1861, três dias após a rendição de Fort Sumter às forças confederadas e dois dias após o apelo de Abraham Lincoln por voluntários para reprimir a rebelião. Em 22 de abril de 1861, o governador John Letcher da Virgínia deu a Robert E. Lee o comando das forças do estado da Virgínia com o posto de general-maior. O General Lee despachou o capitão William F. Lynch da Marinha do estado da Virgínia para examinar os pontos defensáveis no rio Potomac e tomar medidas para o estabelecimento de baterias com o objetivo de evitar que os navios da União navegassem naquele rio. Em 24 de abril de 1861, o major Thomas H. Williamson, um engenheiro e tenente do Exército da Virgínia, e HH Lewis, da Marinha da Virgínia, examinaram o terreno em Aquia Creek, e selecionaram Split Rock Bluff como o melhor ponto para uma bateria, já que dali o canal poderia ser comandado por canhões de calibre suficiente.
Em 27 de abril de 1861, o presidente Lincoln ordenou que o bloqueio da União à Confederação fosse estendido às costas da Virgínia e da Carolina do Norte, uma vez que esses estados já estavam em processo de adesão aos Estados Confederados da América. Tanto a União quanto a Confederação queriam então impedir o uso do Rio Potomac pelo outro lado.
Em 8 de maio de 1861, o Major Williamson iniciou a construção de fortificações no desembarque de Aquia Creek, principalmente para proteger o terminal da Ferrovia Fredericksburg e Potomac, que tinha seu terminal norte no desembarque, da apreensão pelas forças do Exército da União. Por volta de 14 de maio de 1861, o capitão Lynch e o tenente Lewis, junto com o comandante Robert D. Thorburn e o tenente John Wilkinson da Marinha do Estado da Virgínia, ergueram em Aquia uma bateria de treze canhões para proteger o terminal ferroviário. A bateria também representava uma ameaça de fechar a navegação do Rio Potomac, em linha com a missão original de posicionar canhões para comandar o rio. Em 10 de maio de 1861, as autoridades confederadas nomearam o general Lee para comandar as tropas confederadas na Virgínia. O Brigadeiro General Daniel Ruggles assumiu o comando geral das baterias, embora elas permanecessem sob o comando imediato do Capitão Lynch em Aquia.
A bateria confederada em Aquia Landing foi avistada pela primeira vez pelo USS Mount Vernon em 14 de maio de 1861, mas o Mount Vernon não fez nenhum ataque à posição. Como a primeira bateria em Aquia estava ao nível do rio e pretendia principalmente proteger o terminal ferroviário, os confederados reforçaram as defesas em Aquia antes de 29 de maio de 1861 com a adição de uma segunda bateria no topo das falésias ao sul da confluência. do riacho Aquia com o rio Potomac conforme originalmente selecionado pelo grupo de escoteiros.

## Batalha
Em 29 de maio de 1861, um navio a vapor convertido de 250 toneladas com três canhões, o USS Thomas Freeborn da Flotilha Federal Potomac sob o comando do Comandante James H. Ward atacou as baterias confederadas em Aquia para pouco efeito. O capitão confederado Lynch relatou que o Thomas Freeborn disparou 14 tiros e feriu apenas um homem na mão. No dia seguinte, 30 de maio de 1861, o Thomas Freeborn retornou com o USS Anacostia, um navio de 200 toneladas com dois canhões, e o USS Resolute, que tinha metade do tamanho do Anacostia, e enfrentou as baterias confederadas para várias horas, novamente com pouco efeito. Os maiores canhões do esquadrão eram de 32 libras. Em 1.º de junho, o Thomas Freeborn, o Anacostia, o Resolute e o saveiro de guerra USS Pawnee bombardearam as baterias por quase cinco horas, disparando mais de 500 tiros. O capitão Lynch não relatou nenhuma morte ou ferimento no segundo e terceiro dias de bombardeio, apenas a morte de uma galinha e um cavalo. Lynch acrescentou que suas obras sofreram alguns danos, as casas na parte traseira foram "derrubadas" e a ferrovia foi destruída em três ou quatro lugares. Lynch disse que respondeu ao fogo com moderação para economizar munição e porque só poderia atirar quando os navios estivessem à vista e ao alcance de suas canhoneiras, já que os grandes canhões não podiam ser virados. No entanto, durante a luta, tanto o Thomas Freeborn quanto o Pawnee sofreram pequenos danos nas baterias e precisaram de reparos. Nenhum marinheiro federal ficou gravemente ferido ou morto.

## Consequências
Em 27 de junho de 1861, o comandante James Harmon Ward tornou-se o primeiro oficial da Marinha dos Estados Unidos morto durante a Guerra Civil Americana. Ele foi morto enquanto seu navio, o Thomas Freeborn, dava apoio próximo a um grupo de desembarque que tentava silenciar outra bateria confederada e estabelecer uma bateria da União ao longo do rio Potomac, nas proximidades de Mathias Point, no condado de King George, Virgínia.
Após a batalha de Aquia Creek, os confederados reforçaram suas defesas na área construindo uma terceira bateria no penhasco de Aquia e uma quarta na foz de Aquia Creek em Brent Point. Em 7 de julho, os confederados colocaram minas perto de Aquia Creek, no rio Potomac, marcando o primeiro uso desse tipo na guerra. As minas, que eram barris de 80 galões que sustentavam um torpedo de ferro-caldeira e pólvora suficiente para explodir um navio do tamanho do Pawnee, foram avistadas por marinheiros de Pawnee enquanto os dispositivos flutuavam em sua direção. As minas foram posteriormente removidas do rio por marinheiros do Resolute, embora uma das minas tenha afundado no rio.
No final de outubro de 1861, as baterias confederadas fecharam efetivamente o rio Potomac por um curto período de tempo, até que a Marinha da União descobriu lentamente que as baterias não poderiam atingir os navios que passavam, provavelmente devido, pelo menos em parte, à pólvora de baixa qualidade. Apesar da conclusão da Marinha da União sobre a falta de ameaça dos canhões confederados, a Marinha proibiu o tráfego civil no Rio Potomac enquanto as baterias estavam em operação, no caso de os confederados conseguirem acertar um golpe de sorte.
Depois que o major-general George B. McClellan assumiu o comando do Exército da União em 1.º de novembro de 1861, o presidente Lincoln solicitou repetidamente que McClellan expulsasse os confederados dessas posições, mas McClellan não se mexeu. No momento em que Lincoln ordenou que McClellan tomasse medidas contra as baterias na Ordem Geral de Guerra n.º 3 em 8 de março de 1862 e McClellan agiu contra elas, os confederados haviam abandonado as posições. Os confederados abandonaram as baterias no início de março de 1862, quando o general Joseph E. Johnston chamou de volta suas guarnições em preparação para defender Richmond no início da Campanha da Península. Em 9 de março de 1862, marinheiros do Anacostia e do USS Yankee notaram incêndios e explosões incomuns nas baterias confederadas em Cockpit Point e Shipping Point e as forças da União descobriram que as baterias confederadas em Aquia e ao longo do rio Potomac haviam sido abandonadas. O Exército da União usou os cais e o edifício de armazenamento em Aquia Landing até 7 de junho de 1863, quando o exército rumou para o norte para a Batalha de Gettysburg. O Exército da União usou as instalações novamente em 1864 durante a Campanha Overland.